# The Mars (série télévisée indienne)
 (avril 2024).
L'article doit être relu — et modifié si nécessaire — par des contributeurs indépendants pour apporter un regard critique aux contributions effectuées en violation des conditions d'utilisation de Wikipédia, tant sur la forme (notamment concernant le style encyclopédique, la proportionnalité) que sur le fond (la neutralité de point de vue, la qualité et l'indépendance des sources).
The Mars est une série télévisée indienne de science-fiction créée par The Rashid Khan le 10 mars 2024 sur la chaîne YouTube officielle de TRK Studios. 
The Mars est une série documentaire qui examine divers aspects de la planète Mars, de son passé à son présent et à son avenir.

## Synopsis
The Mars est une série documentaire qui explore l'histoire de Mars, ses caractéristiques géologiques, son potentiel de vie et les défis auxquels sont confrontés les scientifiques. Produite par The Rashid Khan, la série combine connaissances scientifiques et représentation artistique, à travers des effets visuels. Il souligne l’importance de l’exploration spatiale et les avantages potentiels qu’elle peut apporter à l’humanité.